# 陸前戶倉車站
陸前戶倉車站（日语：／ Rikuzen-togura eki */?）是一位於日本宮城縣本吉郡南三陸町戶倉、東日本旅客鐵道（JR東日本）氣仙沼線沿線的BRT车站。無人配置的陸前戶倉是位於JR東日本仙台支社管轄範圍內的車站，由石卷車站代為管理。

## 車站構造
舊月台與軌道撤去後整備為專用道上的BRT用站舍。石卷站管理的無人站。

震災前是位於盛土上側式月台1面1線的地面車站。

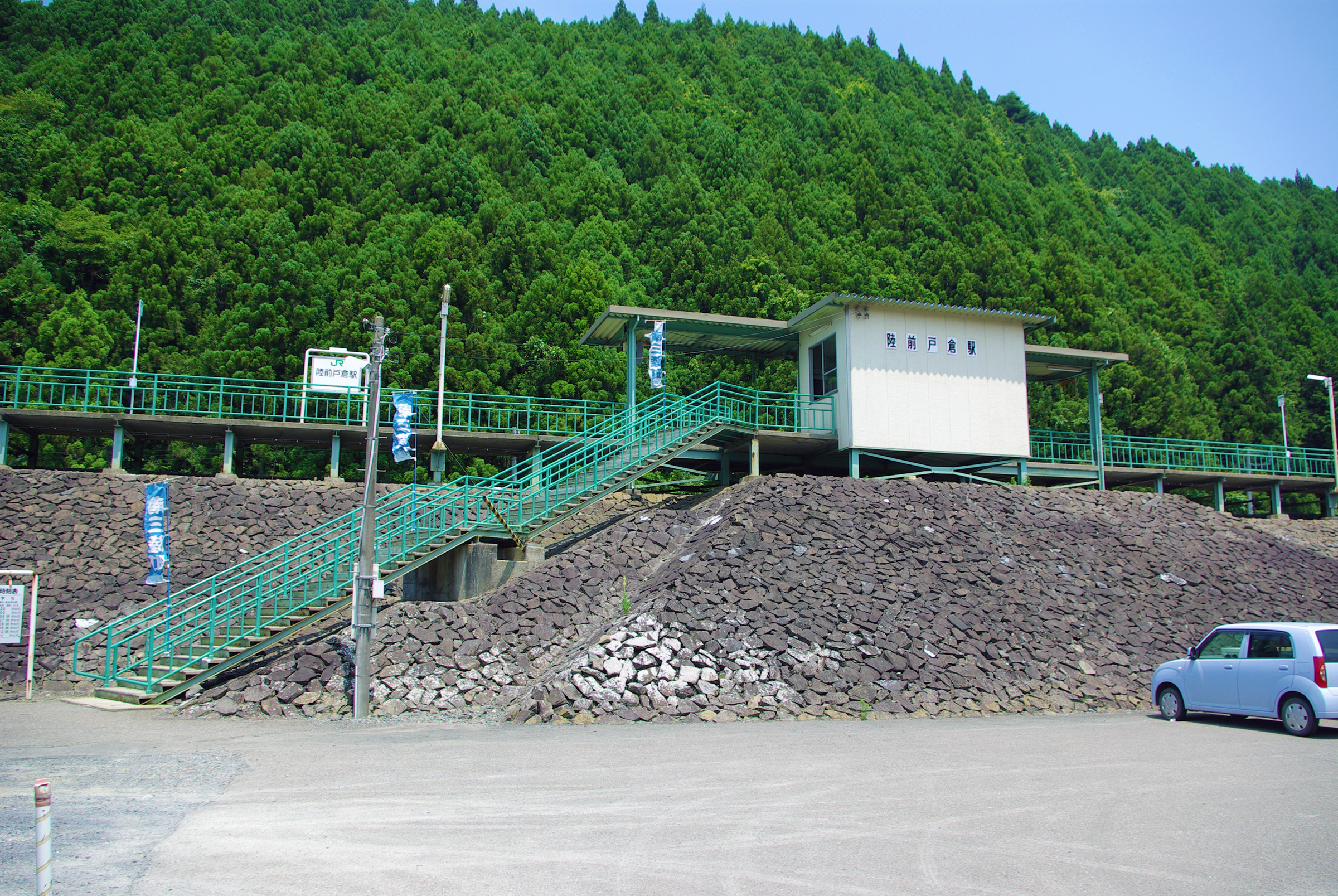
海啸前的站台（2009年7月）
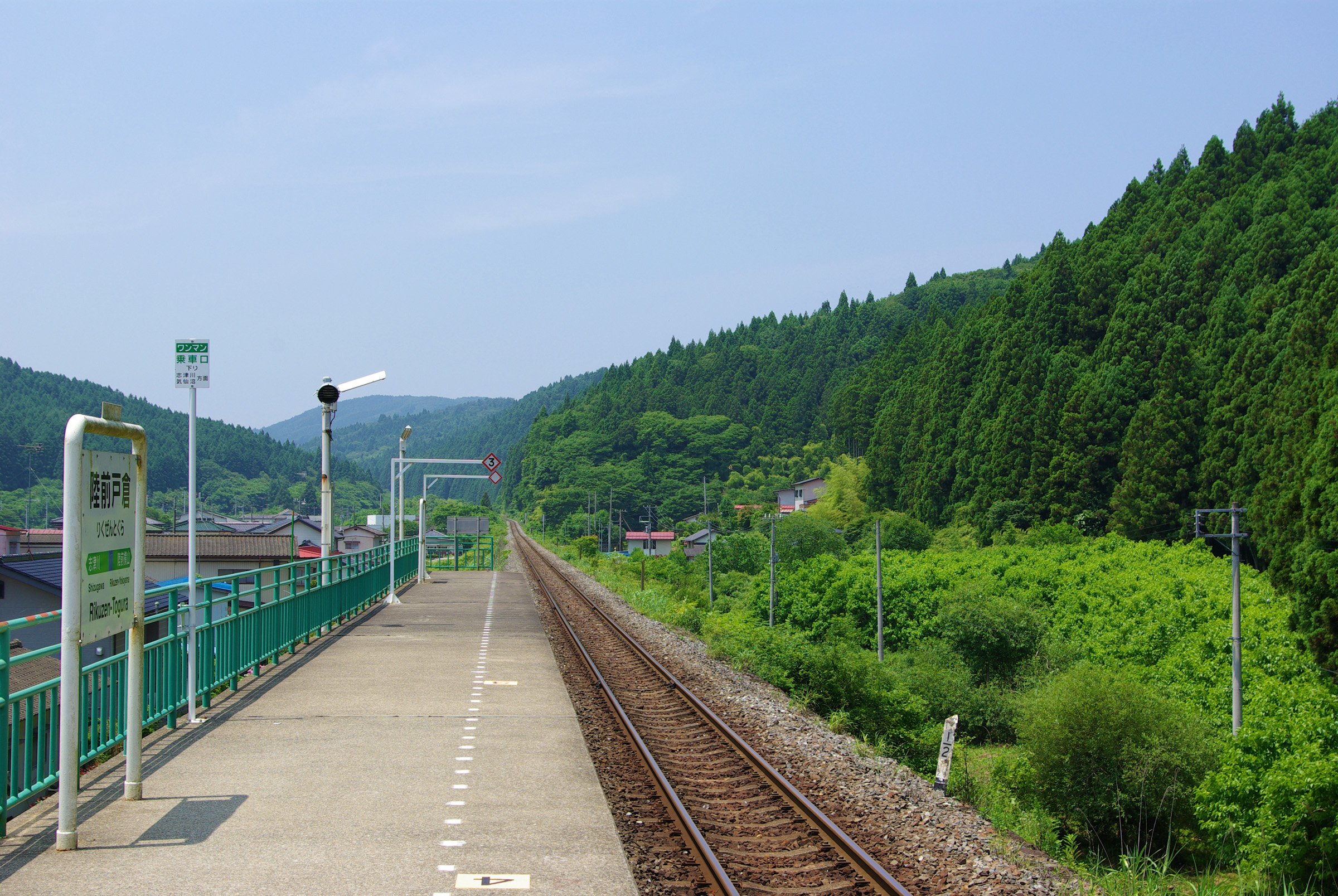
海啸前的站台（陸前横山方向）
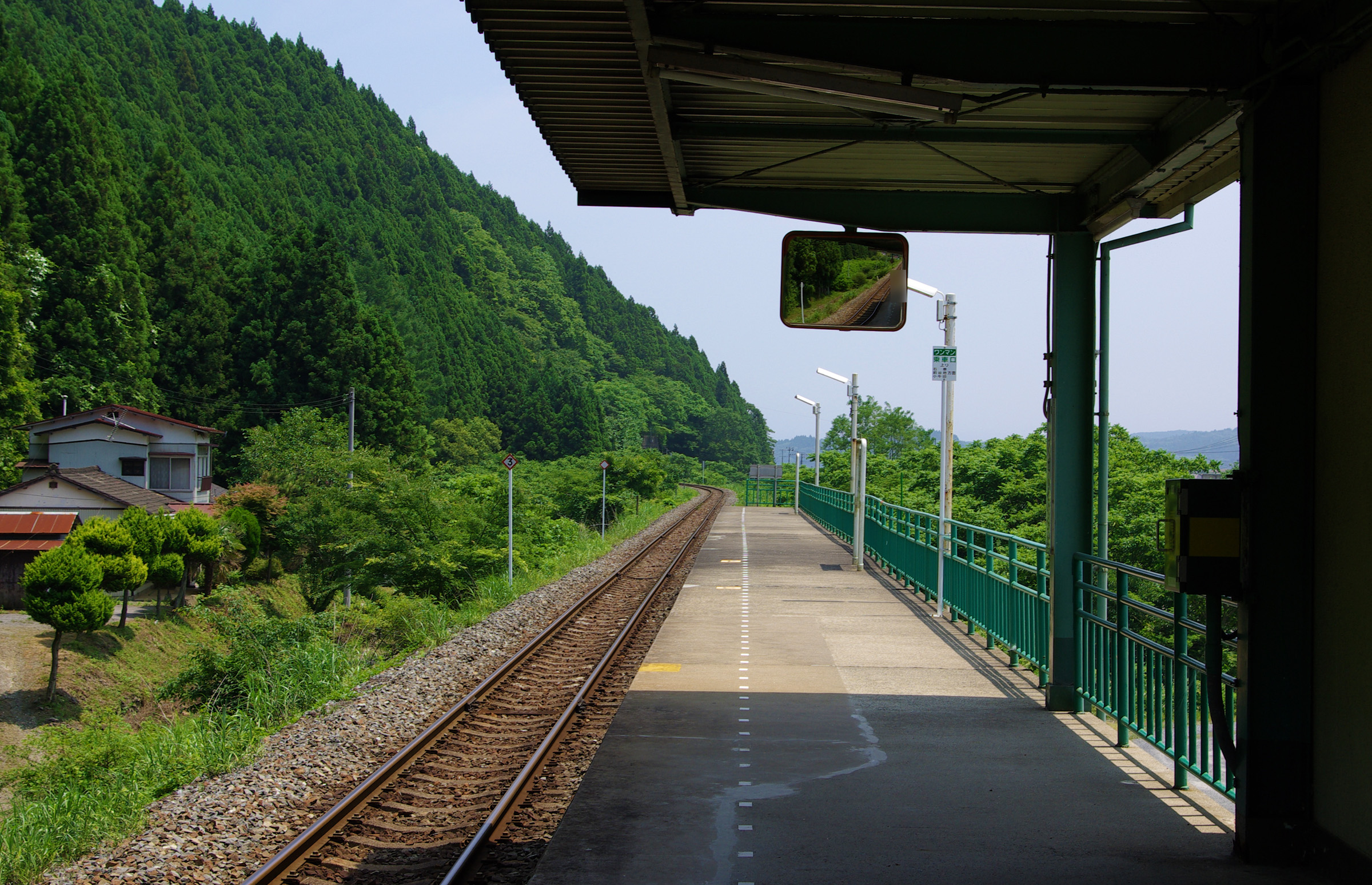
海啸前的站台（志津川方向）
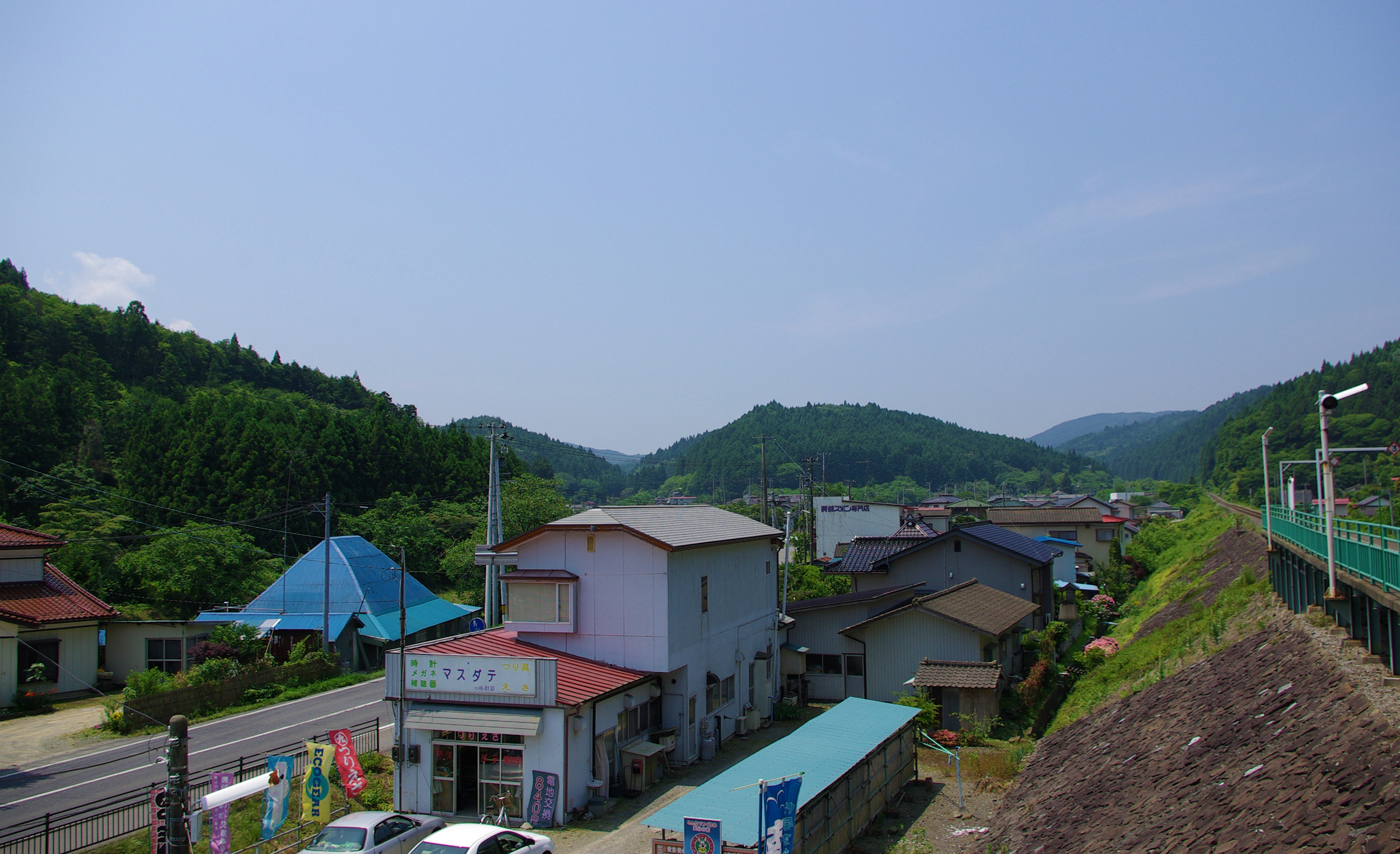
海啸前的站台
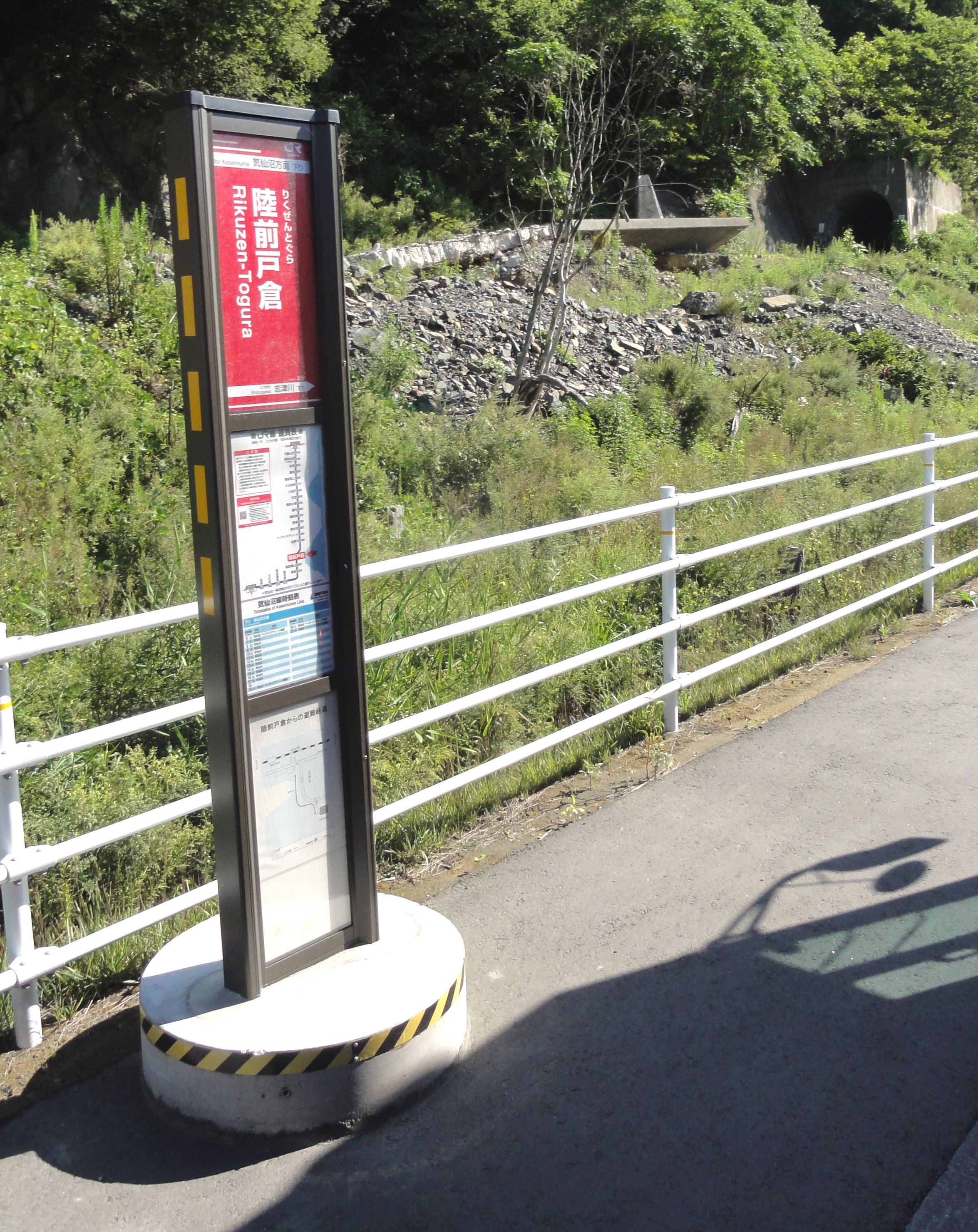
国道上的BRT站名標

## 歷史
- 1977年（昭和52年）12月11日：車站啟用。
- 1987年（昭和62年）4月1日：日本國鐵分割民營化，車站管轄由東日本旅客鐵道繼承。
- 2011年（平成23年）3月11日：東北地方太平洋近海發生嚴重地震，地震引發的海嘯沖毀靠近海岸的許多鐵路設施，而陸前戶倉也是23個被沖毀的鐵路車站之一[1]。
- 2012年（平成24年）8月20日：JR東日本改以BRT方式恢复运营，新站台移至国道旁[2]。
- 2020年（令和2年）4月1日：随着柳津-气仙沼段铁路线废线[3][4]，不再作为铁路站。

## 車站週邊
- 戶倉郵局
- 折立川
- 志津川灣
- 南三陸町立戶倉小學
- 南三陸町立戶倉中學
- 南三陸警察局戶倉駐在所
- 國道45號
- 國道398號

## 相鄰車站
東日本旅客鐵道
■氣仙沼線（BRT路段）
陸前橫山－陸前戶倉－志津川

## 外部連結
- （日語）陸前戶倉車站（JR東日本） （页面存档备份，存于）